# WILD HALF
『WILD HALF』（ワイルドハーフ）は、浅美裕子による日本の少年漫画。『週刊少年ジャンプ』（集英社）において、1996年3・4合併号から1998年52号まで連載された。単行本全17巻、文庫本全10巻。2014年には舞台化された。

## あらすじ
幼い頃に両親を亡くし、刑事をしている兄と二人で暮らしている高校生、岩瀬健人（タケト）。あるとき、彼はどんな事件でも100%解決してしまうという探偵「ワイルドハーフ」の噂を聞く。その世界でその名を知らぬ者はいないが、その存在は謎に包まれているという。ある朝、通学途中のタケトは一匹の犬に出会い、付きまとわれる。付近を歩いていた人から腹をすかせたノラ犬と言われ、弁当からウインナーを一本だけ取りだしてあげようとしたが、不意をつかれ弁当をすべて食べられてしまう。その同じ日、健人の兄である寿文が襲われ、銃を奪われるという事件が発生する。負傷して入院した兄の元に駆けつけたタケトは、銃を奪われるという不祥事により兄の刑事としての進退が危ういことを知る。兄を助けることのできない自分のふがいなさを思い、ワイルドハーフがいてくれたら！と強く思い願うタケト。そんなタケトが帰宅すると、ベッドに朝出会った犬が寝っ転がっていた。その犬、サルサは突然人の言葉をしゃべり出す。おまえが兄を助けたいのなら力を貸そう、ワイルドハーフは俺なのだ、と。……様々な人間や動物たちのつながりを描く“情”の物語。

## 作品について
- 連載終了後の続編は、『赤マルジャンプ』1999年1月20日増刊号で「変わらない物語」として、大学入試直前（連載終了後2年経過したという設定）の田中吉康の恋愛を中心にその後を描いた。また、続く『赤マルジャンプ』1999年6月5日増刊号では、岩瀬健人の大学入学後に岩瀬寿文と杉谷毬愛が婚約したという設定で、言葉を失ったサルサが一瞬だけ変身して岩瀬健人と会話する場面が描かれた。この2話はコミックス17巻に収録されている。さらに文庫版10巻（2005年11月18日発売）収録の「おまけまんが『あれから』」には、その後の様子が描かれている。また、『週刊少年ジャンプ』と『月刊少年ジャンプ』の合同特別編集増刊号である『Go!Go!ジャンプ』2006年1月25日増刊号にて描き下ろしの特別編（その後）が掲載された。こちらは文庫版10巻のKindle版に収録されている。
- 浅美はその後同人漫画家に転向。同人誌にて、続編ならびに番外編を発表している。
- バトル漫画から日常系漫画に路線変更した、とされる作品である。
- 舞台が2014年1月9日から1月11日にかけて上演され、2015年1月15日から1月18日にかけて再演された。

## 登場人物

### 主要人物
サルサ
1991年11月12日生まれ（捨てられていたため推定、蠍座）、血液型B型、初登場時年齢5歳（人間にすると15 - 17歳）、人型時の身長192cm・体重80kg、犬型時の身長62cm・体重35kg。現在はタケトに飼われているが、前の飼い主は葛城三月。連載初期は三月のことを忘れられずにおり、彼を死なせたという罪悪感や、彼と健人の間で葛藤する描写もあった。語尾に「なのだ」をつけるしゃべり方をする。
人型時でタケトの知人に名乗る際は、相手によって、友人・弟・従兄弟と使い分け、人間の服装と共に尖った耳を隠すためのバンダナを着用する。人型では腰まで届く長髪だが、これを短く切り揃えると犬の姿に戻った際にハゲてしまうらしい。
基本的には情が深く、信頼した相手にはとことん尽くすが、普段はぶっきらぼうかつ傍若無人なところのある性格。骨付き肉が大好物だが、タケトの味付けに文句をつけたり、勝手に今月分の資金を使ってまで食べたりなど、餌に関してはかなりわがまま。イタズラ好きで単純な健人や吉康、犬嫌いな寿文をからかって喜んだり、色恋沙汰にやたらと首を突っ込みたがる面もある。
仔犬のころ、人語を話したことで自分を拾った人間たちに「化け物」「怪物」と罵られ迫害され、人間不信になっていたところを三月に拾われた。当初は彼に心を寄せつつも捨てられるのを恐れてしゃべらずにいたが、三月が事故で死にかけた際に変身能力を目覚めさせ彼を救出した。自身の正体を知られてもなお受け入れられ、その後も三月の飼い犬として生活していたが、三月の異母兄である志弩がサルサを危険視して殺そうとしたことがきっかけで三月は死んでしまう。その後は野良犬の忠治と出会い、しばらくの間行動を共にする。三月が生前に「お前の能力はたくさんの人を幸せにできる」と言っていたことと、忠治に勧められたことがきっかけで探偵を始めた。これが探偵ワイルドハーフのはじまりである。
連載時の最終回では交通事故に遭った岩瀬兄弟を救うために生命力を使い果たしたことで「休止期」に入り普通の犬になってしまった。2年後にあたる最終話「約束が生まれる場所」では志弩との対決で一時的に能力を取り戻し、健人と言葉を交わした後に再び「休止期」に戻った。さらにその後の物語である『Go!Go!ジャンプ』に収録された特別編では、獣医学生の健人と完全に能力を取り戻したサルサの活躍が描かれている。
モデルは作者の飼っている犬のキム。作中での名前の由来は、三月がサルサの名前を考えていた時にラジオからサルサのリズムが流れてきたからということになっている（実際には作者が同様の状況で名付けた）。
岩瀬健人（いわせ たけと）
1980年9月10日生まれ（乙女座）、血液型A型、初登場時年齢16歳、身長166cm、体重55kg。現・サルサの飼い主。幼い頃に両親を交通事故でなくしており、現在は兄の寿文と2人暮らし。川江高校1年C組7番。ひょんなことから出会ったサルサに料理の腕を見込まれ、転がり込まれる形で彼を飼うことになる。
心優しい性格をしており、それ故に自分の身を顧みずによく無茶をする。また重度のお人好しでだまされやすく、サルサ曰く「単純王」。
親がいないという家庭事情のために、家事のほとんどは自分が受け持っており、料理の腕前はかなりのもの。
実はサルサとは中学時代に海で出会っていたことが判明（ただし本人は知らない）。
女心には鈍感なのか、作中何人かの女性（北原美也、相模蘭など）から想いを寄せられているが全く気付いていない。彼自身は無自覚であったが毬愛のことが好きで、彼女と寿文の仲が進展した時には自分でも理由がわからずに涙を流した。
終盤では城西医科大学獣医学部に進学し、獣医師を目指す姿が描かれている。『Go!Go!ジャンプ』に収録された特別編では、健人とサルサのその後の活躍が描かれており、年齢を重ねたためか落ち着きのある青年に成長している。また、サルサが事件に巻き込まれてさらわれた際には、サルサがマーキングしたタンポポに気づいて救出に向かうなど洞察力の高さも見せ、探偵ワイルドハーフとしても成長しているようである。
名前の由来は、作者本人が叫びまくって一番叫びやすかったから（作中で主人公の名前を叫ぶ機会が非常に多いと考えたため）。モデルは実在の人物で作者の友人らしい。

### 岩瀬家
岩瀬寿文（いわせ としふみ）
1971年8月4日生まれ（獅子座）、血液型A型、初登場時年齢25歳、身長182cm、体重74kg。左利き。岩瀬健人の兄。高校卒業後、祖母の反対を押し切り警察官となる。埼玉県川江署の刑事係巡査。
大の犬嫌いだが､健人の説得（脅迫に近い）により、サルサを飼うことを許す（といっても「これは犬ではない」と自己暗示をかけていた）。サルサからはこの点について面白がられており、しばしばじゃれつかれている。犬が嫌いな理由は子どもの時に「お…」から始まる出来事があったためらしい。その一方で自分なりに犬であるサルサに歩み寄ろうとしている節はあり、犬小屋やエサ箱を新調したこともあった。また酔っ払っている時は犬も比較的平気になる模様。烏丸カオルとは高校時代の同級生。
真面目な性格で、高校時代風紀委員をしていた。「死んだ両親の代わりにタケトを一人前にする」と決めており、そのためには自身の恋愛などは後回しにしている。しかし、プライドが高すぎるため、時に横暴な行為に出ることもある。
物語途中、タケトのアルバイト先で毯愛と知り合い、彼女に一目惚れする。不器用なアプローチを続けるが最後には報われ、婚約した。
モデルは作者の兄。
文庫版10巻に収録された「おまけまんが『あれから』」にて毬愛と正式に結婚したことが語られている。

### 烏丸家（烏丸動物クリニック）
烏丸カオル（からすま かおる）
1971年10月2日生まれ（天秤座）、血液型B型、初登場時年齢25歳、身長180cm・体重72kg。「烏丸動物クリニック」の獣医師で、銀星の飼い主。三月に似た顔をしている。
銀星を常に溺愛する。子供のころ銀星を拾うが、交通事故で失明してしまい、銀星が烏丸に視力を与えて烏丸の前から姿を消した（その際、視力以外にも相手の感情を「色」として見ることのできる特別な力を得、眼鏡を外して裸眼で見ることでより具体的なものとなる）。その後、烏丸はクリニックを開業し、銀星を探していた。獣医としては腕前、精神面ともに非常に優れた人物であるが、昼行灯な面もありドジも多く、銀星との再会後はさらに飼い主バカの気質も加わった。ただし前者はは元々前述の能力を使用する際に不審がられないための演技であったが、それを続けるうちにいつしか素でドジになってしまった。
寿文とは高校時代（S玉県立宇羅和高校）の同級生。高校時代は校則違反の常習者で、風紀委員の寿文は手を焼いていたらしい。修学旅行の一件以来寿文とは仲の良い友人となる。またこのとき寿文から犬嫌いの理由を聞いたため秘密を知る唯一の人間となる（ただし、寿文はこのときのことをまったく覚えていない）。気ままで気楽、つかみどころのない遊び人でもある。
名前の由来は、作者の編集担当から。
文庫版10巻に収録された「おまけまんが『あれから』」には、高校生の時に知り合った香澄と再会して結婚したことが明かされている。
銀星（ぎんせい）
1946年7月25日生まれ（獅子座）、血液型O型、年齢不詳（50歳以上）、犬型時の身長75cm・体重45kg、人型時の身長201cm・体重91kg。現在は烏丸カオルに飼われている。幼少時代の烏丸カオルが交通事故に遭った際に、失明してしまったカオルに自分の視力を与えて姿を消した。自らの人狼化を恐れて、カオルからは逃げ続けていたが、サルサと岩瀬健人の人狼との戦いにより、人狼を消し去りカオルのもとに戻った。
カオルと出会う前は、最初の飼い主の下で家族（父と兄がワイルドハーフで、母を含めて他はみんな普通の犬）と幸せに暮らしていたが、父が人狼として目覚め飼い主を喰い殺したことで父は銀の銃弾で撃ち殺されてしまう。その後は兄のクロと二人で新しい飼い主に拾われたが、人狼に目覚めそうになったクロは自分を抑えるため自らの心臓を抉り取り、そして銀星に「飼い主を持つな」と遺言を残し息絶えた。その後、何10年も放浪して衰弱していたところを幼いカオルに拾われた。そういった体験から人狼を強く憎んでいる。一方で、健人とサルサは自分とは違い人狼から逃げずに打ち負かしたことや、その後も二人の活躍を見てきたことから、終盤には「“情”があればできないことなどないんだ。ここにいい見本がいるからな」と発言しており、二人の絆に対してはある種の尊敬の念を抱いている。
「ワイルドハーフの能力をカオルに与えられたのは、カオルがワイルドハーフの存在を知らなかったため」という理由で、最後のほうになるまで自分が獣人族であることを隠し、カオルには明かさなかったが、カオルは最初から気づいていた。
サルサよりはるかに年上で、知性的かつ落ち着きある大人のワイルドハーフである。しかし、人狼のウルフには当初敵意を露わにしたり、また阿部祥平（高橋信）が姑息な手でサルサを手に入れようとしたときは怒って逆にサルサにたしなめられるなど、激情家な一面もある。犬でありながら烏丸の保護者のような役割でもあるが、連載が進むに連れ、自身もカオルへの溺愛振りが加速していき、健人とサルサから冷ややかな目で見られることも。

### レンタルペットショップ「ルナ」
杉谷毬愛（すぎたに まりあ）
1975年1月15日生まれ（山羊座）、血液型A型、初登場時年齢22歳、身長174cm・体重53kg、B/W/Hは88/61/89。拾ってきた動物を生かして、レンタルペットショップ「ルナ」を開店するが、経営は苦しく、大家の和泉が動物好きで家賃をタダにしてくれるおかげで、なんとかやっている。なお、店は一度火災で全焼している。再建後の二代目は1階ワンフロアが丸々「ルナ」になってしまった。最終的には寿文と婚約する。純朴で包容力のある女性だが、致命的なほど天然ボケ。
文庫版10巻に収録された「おまけまんが『あれから』」にて寿文と正式に結婚したことが語られている。
ポリネシア
6月14日生まれ（双子座）のオウム。血液型B型。趣味も生きがいも営業という商売達者な鳥。好きなものは営業料=エサ。自称「『ルナ』の営業部長」。人間の言葉を完全に理解し、人間 - 動物間の通訳もこなす。ただし営業時はテンプレートな言葉しか喋らない。前の飼い主はピアニストの藤島トオリ。
裏表が非常に激しい性格で、健人やサルサ、「ルナ」の同僚の動物たちの前ではかなり捻くれた本性を見せ、エサに関しても非常に意地汚い。また、飲酒、喫煙もする。
その一方で「ルナ」の動物たちのリーダー格としての責任感も非常に強く、度々営業と称して助けている（ただし、営業料と称して礼をがめつく請求することもある）。

### 和泉家
和泉秀司（いずみ しゅうじ）
1970年6月25日生まれ（蟹座）、血液型A型、初登場時年齢26歳、身長177cm・体重69kg。過剰な管理教育を受けたせいで「命令」されないと動けない人間だったが、サルサと健人との出会いにより変わっていく。会社に勤める傍ら、副業で親から受け継いだ資産を活かしたマンションを経営。会社で知り合った、西村知子と結婚した。また、大の動物好きで、マンションのテナントとして入っている「ルナ」の家賃をタダにしている。本人も犬を多く飼っている。
その犬たちに対する躾も彼自身がそうされてきたように徹底されており、基本的に彼の命令か笛の音色による命令にしか従わず、それに絶対服従するよう教育がなされている。例として彼以外の人物が彼の犬の散歩をする際には常に笛を鳴らし続ける必要がある。
和泉知子（いずみ ともこ） / 旧姓・西村（にしむら）
和泉の妻。結婚当時の年齢は19歳。和泉とは同じ会社で知り合い、未成年でありながらバーで和泉に告白（「結婚しなさい」と命令）する。

### 岩瀬健人の同級生
北原美也（きたはら みや）
1981年2月13日生まれ（水瓶座）、血液型AB型、初登場時年齢16歳、身長158cm・体重45kg、B/W/Hは85/60/86。高校入学直前に失明していたが、サルサと健人の出会いにより失明が回復し、ミレイ（ミレイ・キャット）と一緒に高校に通いだす。優しい性格で、ひそかに健人に思いを寄せる。
佐々木康太郎（ささき こうたろう）
11月30日生まれ（射手座）、血液型O型、身長174cm・体重62kg。健人のクラスメートで中学時代からの親友。中学時代には健人・武田とともに水泳部で一緒だった。ほうき頭。
武田正治（たけだ せいじ）
1980年5月2日生まれ（牡牛座）、血液型O型、身長172cm・体重65kg。健人のクラスメートで中学時代からの親友。太めの体型。
藤枝絵里（ふじえだ えり）
1980年11月3日生まれ（さそり座）、血液型O型、身長170cm・体重50kg、B/W/Hは83/57/85。健人のクラスメート。険のある表情の美人で、無愛想で冷たい印象を受けるが根は優しい。口癖は「恥を知れ」。
口ベタのために相手を傷つける発言を繰り返してしまいクラスでも孤立していたが、サルサの活躍によって誤解が解け、それ以降はその性格や発言もクラスで受け入れられるようになった。前述の口癖も言葉通りの意味ではなく、基本的に自分が恥ずかしいという意味で使われている。
絵画が趣味で、特に人物画が得意。作中では大きな賞を得ている場面が何度かある。ただし、モデルを見ながら描かないとピカソのような絵になってしまうらしい。
サルサに何度も助けてもらったことから彼に想いを寄せているが、なぜか名前を覚えず「変な名のサル」「変サル」などと呼ぶ。猫が好きであり数匹飼っており、全員に日本人の名字のような名前が付けられている。彼女の母も非常に恥ずかしがり屋だが、口ベタになる娘とは対照的に口数が多くなるタイプ。
卒業式の日にはサルサは能力を失っていたため会うことは叶わなかった（ただし犬型のサルサはその場にいた）。自身が描いたサルサの人物画と彼への感謝の気持ちを述べた伝言を健人に託して別れ、卒業後はフランスへ留学した。

### 主な獣人族
犬
サルサ
#サルサを参照。
銀星
#銀星を参照。
田中吉康（たなか よしやす）
1995年8月31日生まれ（乙女座）、血液型O型、初登場時年齢1歳（人間にすると13 - 14歳）、人型時の身長159cm・体重45kg、犬型時の身長20cm・体重6kg。自分のことを「犬に変身できる人間、あくまでも犬ではなく人間」だと思い込んでいる変わったワイルドハーフ。その一方で銀星に対して「1歳だから大人」と主張したこともあり、犬と人間を自分を都合で使い分けている節もある。診療所勤めの「じいちゃん、ばあちゃん」に実子がわりに（人間として）育てられ、その後を継ぐために医者を目指している。体毛が生えている手足を隠すために常に長袖の制服を着用している。とことん真面目だが、時々ついうっかり犬としての性が露呈してしまう。やがて同級生の山中真雪に恋をするが、ワイルドハーフという自分の正体を思い悩み始める。モデルは同じ集英社・ジャンプ系列で活動する漫画家であり、画家でもある田村吉康。
忠治（ちゅうじ）
サルサが健人と出会う前につるんでいた犬。隻眼。三月の死で生きる気力を失ったサルサのよき兄貴分としてともに旅をする。自分が長い年月を生き抜いたワイルドハーフだということをサルサに悟られておらず、実際はその力はサルサや銀星を凌駕するほどのものをもつ。年齢は不明だが、黒船を見た記憶があるらしい（プロフィールより）。
白夜（びゃくや）
相模蘭の飼い犬。故犬。彼女の代々の犬使いに仕え、蘭の曾祖母より前から仕えるほど長命であった（自己申告で数百歳以上）。
蘭を一人前の犬使いとして育て上げるが、ターゲットを殺害した際に彼女本来の優しい性格が崩壊してしまった。このとき初めて自分が一番守りたかったのは蘭であったことに気づく。自身の過ちを悟った彼は自分の命と引き換えにそのターゲットを蘇らせた。
霊体で健人とサルサの前に現れ事件の真相を告げたのち、健人の白い月の力とサルサの体を借りて一時的によみがえった。蘭と最後の会話を交わし彼女の誓いを聞き届け、自身の愛した蘭の“匂い”が戻ったことに満足して消滅した。
クロ
銀星の兄。故犬。ワイルドハーフの父が人狼として目覚めて当時の飼い主を喰い殺した後、弟の銀星とともに新しい飼い主に拾われたが、自らの人狼化を察知して心臓を抉り出して自害した。死に際に銀星に「飼い主を持つな」と言い残している。その無残な亡骸は飼い主によって発見された。彼の哀しい死と飼い主の泣き叫ぶ姿が当時の銀星に「ワイルドハーフは飼い主を持ってはいけない」という気持ちを植え付けることになる。「クロ」という名前はこのときの飼い主が名付けたものであり、それ以前はどんな名前だったか不明（銀星は作中で彼を「兄さん」と呼んでいた）。
人狼 / オオカミ
佐久間赤道（さくま あかみち）
1991年11月23日生まれ（射手座）、血液型B型、初登場時年齢5歳（人間にすると15 - 17歳）、人型時の身長192cm・体重80kg、犬型時の身長62cm・体重35kg。飼い主を食い殺した完全体の人狼。満月以外の夜ではただの人でしかないという人狼の弱点を補完するため、サルサと健人を付けねらう。人狼だけあってその力は絶大。最後に人狼ではない本来の赤道の心が蘇り死ぬが、タケトの月光石の力で普通の犬として生まれ代わり「ルナ」にて新しい飼い主にもらわれる。
ウルフ
1989年5月21日生まれ（双子座）、年齢7歳（人間にすると推定18 - 19歳）、人型・人狼型時の身長179cm・体重65kg、狼型時の身長60cm・体重29kg。オオカミの獣人族で、要は天然の人狼。過去に自分にかまってくれていた人間の少年「タカハシ」を探している。無邪気で子供っぽい性格。喧嘩っ早いところもあるが、優しさも兼ね備えている。周囲に迷惑をふりまくが、本人はまるで気にしていない。
記憶を失ったタカハシ（阿部祥平）と再会し、彼の望みを叶える「何でも屋」となった。依頼に従ってサルサたちと対決、そのなかでタカハシの本当の願いが引き出され、ウルフの言葉にタカハシの心はほどけ彼と共に北海道へ戻っていった。
舞台ではタカハシとウルフのエピソードがピックアップされた。
猫
美鈴（ミレイ）
血液型A型、初登場時年齢2歳（人間にすると15 - 16歳）。飼い主は北原美也。眼力による催眠術ができる。北原美鈴として、タケトたちと同じ学校に通うようになった。飼い主を助けられて以降、サルサのことを好きになってしまう。少々お調子者で短気な面もあるが、明るい性格。飼い主のことになると過剰に心配することがある。通常の獣人族は人型に変身するとどうしても腕や脚に毛皮の部分や爪などの特徴が残ってしまうために服装が極めて制限されるが、彼女のみは明らかに体毛の生えているはずの部位が露出する格好をしていても実際には人間と変わらないものになっている場面が多い。
リオ
舞台オリジナルキャラクター。劇中では猫のワイルドハーフだとわかりにくいが、耳を隠すために猫耳帽をかぶり、足には昔の飼い主にもらった鈴付きの首輪が巻いてある。バックボーンははっきりしないが舞台の最後に客席に情を寄せ合える「誰か」を見つけていた。
ヒョウ
王牙（おうが）
1996年4月8日生まれ（牡羊座）、血液型B型、初登場時年齢10か月強（人間にすると10 - 13歳）、人型時の身長158cm・体重43kg。もとは動物園で飼育される豹だったが、人間に母親を剥製にされた怒りでワイルドハーフ化した少年。動物園から脱走してサルサたちと一戦を交える。森の中でその真価を発揮するタイプ。最後は母親が殺されたのではないことを知り、自分を一途に心配する飼育員に報いようと動物園に帰っていった。
中盤で再登場するが、銀星を探すタケトたちに協力すると言って旅立ったまま姿を消してしまう。単行本収録の4コマで火星に行ったっきり帰ってこられなかったという設定もある。その後本編で帰ってくる予定で原稿も描かれていたのだが、その原稿が未使用に終わったためフェードアウトしたままになっていた（のちに作者の執筆した同人誌でこの内容は回収された）。文庫版エピローグではいつの間にか帰ってきていたことになっており、当たり前のようにタケトを訪ねていて、ポリネシアと酒飲み友達となっている。
カラス
クロウ
1946年6月1日生まれ（双子座）、血液型AB型、年齢不詳、人型時の身長187cm・体重51kg。白いカラスの獣人族で作中、唯一登場した鳥の獣人族。強力な催眠術を自在に操り、それは現実世界でも死に至らしめるほどの効果を持つ。一見、紳士然とした知性的なワイルドハーフにみえるがその本心は狡猾で支配欲に満ちている。裏で志弩と手を組んでいた。本編では再登場はなかったが（最終話で鳥型の姿で志弩の肩に乗っている描写があったのみで台詞なし）、後の単行本収録4コマでは復讐のための費用捻出のため肉体労働に勤しんだりと、ギャグ要員化する。

### サルサに深く関わった者
葛城三月（かつらぎ みつき）
1973年3月3日生まれ（魚座）、血液型O型、21歳没（生きていれば24歳）、身長175cm・体重68kg。サルサの最初の飼い主。志弩の異母兄弟の弟。複雑な家庭の事情から友達がいなかったために兄である志弩を慕っていた。志弩がサルサを殺そうとして作った毒薬を誤って飲んだことで亡くなった。
おだやかで優しい性格。サルサの正体を知っても「お前のことを人間のように思ってたから、お前と話せて本当にうれしい」と言い、飼い主として愛情を注ぎ続けた。また健人に比べると大人で、サルサのわがままに対しても寛容であったためか、サルサは健人と三月を比較することが多く、三月のことを「できた飼い主だった」と言って健人をあてこすることもあった。だが、作者からは「サルサと志弩、どちらかを選ぶことができず、どちらも不幸にしてしまった」と評されている。元々主人公として想定されていたキャラクター。
三月という名前は、三月生まれのため。葛城という苗字は歌手の「葛城ユキ」から。
葛城志弩（かつらぎ しど）
1969年10月29日生まれ（蠍座）、血液型AB型、初登場時年齢27歳、身長178cm・体重75kg。三月とは異母兄弟の兄。実父が他の女性に産ませた子であり、実母であるその女性が亡くなったために父親のもとに来るが、父親と三月の母からは敬遠されている。唯一三月だけが彼を家族として慕っており、志弩自身も三月を誰よりも大事に思っていた。医学生。獣人族について調べていくうちに、三月を心配するがあまりサルサに対して激しい敵意を抱くようになり、サルサに毒薬を飲ませようとするが、三月が飲んでしまい死んでしまう。しかしその際三月はサルサに殺されたと誤解し、三月の遺言のためサルサもその誤解を解こうとはせず、以後サルサに対し強い憎悪を持つ。
健人とサルサの前に現れ破重音でサルサを追い詰めるが、健人を傷つけたためにサルサは新しい能力マーキングを発現させる。両腕を折られ敗走するが、その後もクロウと取引を交わすなど、サルサを殺すために暗躍していた。
その後しばらく出番がないままであったが、最終話「約束が生まれる場所」にて再登場する。この時点では既に忠治によって三月の死の真相を聞かされていたが、サルサへの復讐をやめることはできず、夜のマンションの屋上で能力を失ったままのサルサと対決し、「お前は“情”と“憎しみ”どちらを生み出すために生まれてきたんだ？」と問いかけた。このあとに一時的に能力を取り戻したサルサからその答えを受け取り、自分の中にある“情”を信じることを「約束」して姿を消す。
名付け親は作者の当時の担当で、当人曰く「悪役っぽくてかっこいい名前」とのことだが、作者は後にそれに賛同してしまったことに後悔したと述べている。

### その他
山中真雪（やまなか まゆき）
吉康のクラスメイトである少女。美少女だが極端な男嫌いであり、男子に対する態度は極めて高圧的かつ理不尽で暴力すら辞さない。その原因は小学生時代に同級生である少年、陽にいじめられていたことが原因であるが、それ以上に彼が自分を助けたことが原因で命を落としたことがトラウマとなったことが男子を過剰に排斥する性格を決定づけることになってしまった。車に轢かれそうなところを吉康に救われた際にその本心を吐露、彼に対して少しずつ心を開くと同時に男子に対する態度もごく僅かであるが軟化していった。
相模蘭（さがみ らん）
犬使いの一族の中学1年生の少女。1984年3月20日生まれ。初登場時13歳。一族の者はワイルドハーフ種犬を使役する力を持ち、犬を操って殺し屋をしている。母の死後、代々彼女の一族に仕え、また彼女の友達でもあった犬のワイルドハーフ・白夜から一族の生業について聞かされ、殺し屋としての道を進む決意をする。白夜が課した訓練により犬使いとしての能力を修得して初めての仕事をするが、一人目のターゲットを殺害する際に白夜は謎の死を遂げる。
白夜の死を無駄にしないために彼女は、新しいワイルドハーフ種犬を探し、サルサ・健人と出会い、吉康を支配下に置くが、2人目のターゲットをサルサたちに邪魔され、吉康にも逃げられてしまう。白夜の誇りを踏みにじったサルサに憎しみを持つようになった彼女は彼を殺そうとするが、一時的によみがえった白夜の遺言を聞き、“情”を信じて強く生きることを誓って本来の性格を取り戻した。
初登場時は容姿・性格共に全く女性に見えず、銀星から予めそのことを知らされた上にサルサの鼻を以ってしても彼女の性別を見抜くことができなかったほどで、本人もそのことを気にしている節が見られる。作者から「好きになった異性の影響を受けやすいタイプ」と評されている。
連載終了後には健人に恋心を抱くようになり、日本の高校へと転校する。
香澄（かすみ）
烏丸が高校生のときに出会った年上の女性。物事をはっきり言う性格でデリカシーがなく、きつい発言で烏丸はよくへこまされていた。烏丸のことを「カオルくん」と呼ぶ。
当時の彼女の飼い犬であるシーザーは銀星に似ており、脚に生まれつき障害を持っていた。烏丸がシーザーを治すために何度も会いに来たことで交流を深め、シーザーの脚の調子はしだいに良くなっていたが、シーザーはある日死んでしまった（作中ではカラスに襲われた可能性を示唆している）。香澄は烏丸に心を寄せていたが、シーザーがいなくなったら烏丸はもう自分に会いに来てくれないかもしれないと不安になり、手紙だけ残して引っ越した。この出来事は少年だった烏丸の心に深く刻みつけられ、烏丸は香澄を「忘れられない女性」と述べていた。
文庫版10巻に収録された「おまけまんが『あれから』」にて烏丸と再会して結婚したことが語られている。銀星とも仲良くやっているようで、ワイルドハーフであることも受け入れて普通に会話している。
高橋信
ウルフが探し続けていた男の子「タカハシ」。5年前に行方不明になっていた。阿部祥平として姿をあらわす。数年後に大学でタケトたちと再会した。
阿部祥平
田中が通う高校に来た転校生で北部グループの御曹司。サルサを手に入れようと画策する。
ウルフがずっと探していた「タカハシ」本人。5年前に記憶を失い阿部家の養子となっていた。冷たい家庭で本当に欲しいものがなにも手に入らなかった彼は、タケトとサルサの絆に憧れていた。ウルフから「ウルフじゃダメか」と言われ一緒に北海道へ戻っていった。舞台ではこの彼とウルフのエピソードがピックアップされた。
瀬口清司
特別編で登場した健人が通っている大学教授の息子。中学3年生。

## 用語解説
探偵ワイルドハーフ
サルサと忠治が始めた無報酬の探偵。由来はサルサがワイルドハーフだから（忠治もワイルドハーフだがサルサはそのことを知らない）。のちに忠治と別れ、健人と二人でやるようになる。
獣人族（ワイルドハーフ）
一般に獣人と呼ばれている種族で、人の言葉を喋ったり、感情が高ぶったときなどに人型へ変身する能力がある。見た目は通常の動物などと変わりないが、普段から普通の同種よりも数倍の力がある。また、普通の同種にはない特殊な能力（犬のワイルドハーフは人などの感情を匂いとしてかぎ取る、猫の獣人族は眼力を使用できるなど）が使用できるが、獣人族同士または獣人族の力になれているものにはまったく効かないか効力が薄い場合がある（強い力を持つ獣人族や人狼は自身で心の匂いを制御して相手に自分が獣人族だと気がつかれないようにすることも可能な模様）。人型に変身時は、通常時に受けたダメージはすべて回復し、さらに通常時の5倍の力を発揮できるようになる。作中では犬、猫、ヒョウ、カラス、オオカミの獣人族が登場した。
人型時は、一見すると人間と変わらない外見だが、毛皮や耳など、動物時の特徴が残っているため、人間に変装する際はその部分を隠す必要がある。
作中の台詞によると「きつねのよめいり」や「つるのおんがえし」といった異類婚姻譚も、過去にあった獣人族と人の結婚を描いた物とされている。作中には登場しなかったもののキツネやツルを始め鳥獣類全般多岐にわたり、獣人族種が存在するらしい。
人狼（ワーウルフ）
犬の獣人族の内部に潜んでいるもう一つの犬格で、飼い主の情によって目覚める。そして、飼い主を食べることで完全に覚醒し、元の犬格は闇に葬り去られる（が完全に消えてなくなるわけではない模様）。変身時の犬の獣人族よりさらに力が数倍以上である。また、野生の人狼としてオオカミの獣人族（生まれつき完全な人狼の能力が使用できる）も登場した。人狼は銀でできたものに弱い。
獣人族の能力
心の匂い
正式名称不明。人や動物の心や感情などを匂いとして感じ取る能力。犬（人狼）・オオカミ・ヒョウの獣人族（作中のセリフなどから犬よりも弱いものの猫の獣人族にもあるらしい）が有する能力。また、カオルは銀星の視力をもらったため心の色を見ることができるようになった。
言葉を喋る
人の言葉を喋る能力。すべての獣人族が使用できる。
変身能力
特定の感情（人への情、憎しみなど）が高ぶったときに人型に変身する能力。覚醒したすべての獣人族が使用できる。
髪（ハックル）
犬のワイルドハーフが持つ、自らの髪を操る能力。主人の匂いに向かって伸びる。
眼力
猫のワイルドハーフが持つ能力。対象を意のままに操る。
マーキング
攻撃時に自らの生命力を自然物に埋め込み、自在に操る能力。対象は岩、水、木など様々。生物もその対象となる。これを応用して樹木の紅葉を起こすことも可能（生命力を少し奪うことで紅葉を早める）。
幻術
クロウが持つ能力。相手に幻覚を見せる。
心の感情を見る
カラスの獣人族が使用できる能力。
魂の矢
生命力を矢に変えて敵にぶつける。
休止期
限界まで生命力を使ったワイルドハーフに起こる現象。普通の犬になってしまうが、生命力がたまれば、再び獣人族の力を取り戻す一種のブレーキ装置（ただし、ワイルドハーフ自体長命なため、いつ終わるかわからない）。
同調（シンクロ）
飼い主と犬が同じことを強く思った時にそれが夢となる現象。作中ではサルサと健人が共に「俺の身にもなってみろ！」と思った時、サルサが人に、健人が犬になるという夢を見た。歳を取って強大な力を持つようになったワイルドハーフはこの力を自在に操ることができ、自らの夢を他人に見せることもできる。
破重音
人間である志弩がサルサに対抗するために編み出したもの。人間には耳鳴りがする程度だが、聴覚が優れたワイルドハーフには苦しみで動けなくなるほどの威力がある。この能力をどうやって習得したか、どのようにして発生させているか詳細は不明だが、コミックス収録のおまけまんがによると、「空気中の分子を擦り合わせて高周波の音を出す」とのこと。
胸の月
犬の獣人族の飼い主の胸に出来る、月形のあざ。三日月から徐々に満ちて行き、満月になると獣人族の内に潜んでいた人狼の犬格が表れる。
また、犬使いの一族には代々赤い月形のあざが受け継がれており、犬の獣人族を支配することができる。
月光石（げっこうせき）
強く深く情を通わせあった犬の獣人族と飼い主の間にのみ、まれに生まれる石。動物が石の持ち主（犬の獣人族の飼い主）に強烈に惹き付けられるようになる。また、この石を体内に取り込んだ人狼はいつでも人型から人狼へと変身できるようになる。
犬使い（ハウンドマスター）
代々胸に赤い月を持つ一族で、ワイルドハーフ犬を操る力を持つ。すべて女性。

## ラジオドラマ
CDによるラジオドラマが制作されている。
- 『WILD HALF ドラマアルバム Encounter』（キングレコード）
  1. （1997年） KICA-388
  2. （1998年） KICA-392
  3. （1998年） KICA-403

- 3作品とも、CVはサルサ（子安武人）、岩瀬健人（新山志保）、岩瀬寿文（森川智之）、北原ミレイ（林原めぐみ）、北原美也（皆口裕子）、葛城三月（石田彰）。
- 主題歌：「the LIGHT」 - aya。

## 舞台
『WILD HALF〜奇跡の確率〜』
- 2014年1月9日から1月11日にかけて、全5公演がコア・いけぶくろで上演された[2]。
- 2015年1月15日から1月18日にかけて、全7公演が六行会ホールで再演された[3]。

舞台制作団体・はっぴぃはっぴぃどりーみんぐによる公演で、脚本・演出は鈴木茉美。

### キャスト（初演）
サルサ - 平田雄也
タケト - 大野瑞生
阿部祥平 - 桝井賢斗
烏丸 - 米山雄太
田中 - 伊藤孝太郎
王牙 - 登野城佑真　
銀星 - 赤城海斗
タカハシ - 高橋佳大
美也 - ほのかりん
ミレイ - 工藤真由
毬愛 - 粕谷奈美
藤枝 - 井越有彩
山中 - 武田るい
寿文 - 野田一馬
三月 - 佐川祐平
佐々木 - 三木秀甫
武田 - 本田昂也
小夜子 - 葉山美侑
和泉秀司 - 谷佳樹
和泉知子 - 石塚かえで
志弩 - 來河侑希
ウルフ - 福山一樹

### キャスト（再演）
サルサ - 八神蓮
ウルフ - 黒羽麻璃央
阿部祥平 - 植田圭輔
タケト - 粕谷雄太
田中吉康 - 河原田巧也
銀星 - 成松慶彦
葛城志弩 - 來河侑希
烏丸カオル - 阿部直生
岩瀬寿文 - 村上幸平
ミレイ - 工藤真由
杉谷毬愛 - 熊谷知花
北原美也 - 櫻井ゆりの
リオ - 葉山美侑
タカハシ - 前田十良
葛城三月 - 中村優希
山中真雪 - 上杉奈央
藤枝 - 小野瀬みらい
王牙 - 永田浩司
佐々木 - 船木政秀
井上 - 絹田吏
武田 - 後藤章
脇坂 - 橋本全一
竹村 - コガケースケ
小夜子 - 深沢未来

## 読み切り
1995年（平成7年）の『週刊少年ジャンプ サマースペシャル』に掲載された読み切りで、連載のきっかけとなった作品。主人公の名前が岩瀬健人ではなく森川智樹（名前の由来は勝利マンの声優森川智之から）、サルサの飼い主が美也で、探偵ワイルドハーフの事務所がルナの原型といえるレンタルペットショップ「Miya」（店主の美也から）となっているなど、連載とは設定が異なる。単行本第1巻に収録。

## 書誌情報
コミックス
集英社ジャンプコミックス。B6判。
1. 野良犬 1996年7月9日発売 ISBN 978-4-08-872046-3
2. 遠い約束 1996年10月8日発売 ISBN 978-4-08-872047-0
3. 始まる思い出 1996年12月7日発売 ISBN 978-4-08-872048-7
4. 輝く時間 1997年2月9日発売 ISBN 978-4-08-872049-4
5. 光 1997年4月9日発売 ISBN 978-4-08-872050-0
6. 永遠の雪 1997年6月9日発売 ISBN 978-4-08-872166-8
7. Dr.ドリトル 1997年8月9日発売 ISBN 978-4-08-872167-5
8. 不吉の月 1997年10月8日発売 ISBN 978-4-08-872168-2
9. 長いお散歩 1997年12月9日発売 ISBN 978-4-08-872169-9
10. 田中くんの幸福 1998年2月9日発売 ISBN 978-4-08-872517-8
11. 犬使い	1998年4月8日発売 ISBN 978-4-08-872541-3
12. わけあいたい宝物 1998年6月9日発売 ISBN 978-4-08-872566-6
13. “情”のあり場所 1998年8月9日発売 ISBN 978-4-08-872590-1
14. ウルフ 1998年10月9日発売 ISBN 978-4-08-872615-1
15. 奇跡の確率 1998年12月8日発売 ISBN 978-4-08-872638-0
16. 忘れずにいるために 1999年2月9日発売 ISBN 978-4-08-872669-4
17. 約束が生まれる場所 1999年6月8日発売 ISBN 978-4-08-872726-4

集英社ジャンプリミックス。B6判。選り抜き廉価版。コンビニコミック。
1. 野良犬編 2004年3月1日発売 ISBN 978-4-08-106614-8
2. 遠い約束編 2004年3月15日発売 ISBN 978-4-08-106624-7
3. 輝く時間編 2004年3月29日発売 ISBN 978-4-08-106635-3

集英社文庫。A6判。文庫版。
1. 2005年6月16日発売 ISBN 978-4-08-618328-4
2. 2005年6月16日発売 ISBN 978-4-08-618329-1
3. 2005年8月9日発売 ISBN 978-4-08-618330-7
4. 2005年8月9日発売 ISBN 978-4-08-618331-4
5. 2005年9月15日発売 ISBN 978-4-08-618332-1
6. 2005年9月15日発売 ISBN 978-4-08-618333-8
7. 2005年10月17日発売 ISBN 978-4-08-618334-5
8. 2005年10月17日発売 ISBN 978-4-08-618335-2
9. 2005年11月17日発売 ISBN 978-4-08-618336-9
10. 2005年11月17日発売 ISBN 978-4-08-618337-6

ノベライズ
ジャンプ ジェイ ブックス。新書版。渡辺麻実著。
- 1998年1月29日発売 ISBN 978-4-08-703066-2